# Thomas Tellefsen
Thomas Dyke Acland Tellefsen (ur. 26 listopada 1823 w Trondheim, zm. 6 października 1874 w Paryżu) – norweski pianista, kompozytor i pedagog.
Od 1842 mieszkał w Paryżu, gdzie pobierał lekcje u Fryderyka Chopina w latach 1844–1847. Księżna Marcelina Czartoryska wprowadziła go do Hotelu Lambert, gdzie w 1851 zadebiutował jako pianista (z dużym powodzeniem).
Apogeum kariery pianistycznej Tellefsena przypada na okres 1850–1860. Był wielokrotnie na tournée w Norwegii, Szwecji i Anglii.
Na dorobek kompozytorski Tellefsena składają się 44 opusy: solowe utwory fortepianowe, dwa koncerty fortepianowe oraz muzyka kameralna. Kompozytor zadedykował swoje kompozycje głównie arystokracji polskiej, rosyjskiej i francuskiej.
Po śmierci Fryderyka Chopina (w 1849) Tellefsen przejął jego uczniów.

## Utwory
- op. 1 Quatre Mazurkas
- op. 2 Nocturne
- op. 3 Quatre Mazurkas
- op. 4 Ave Maria
- op. 5 Valses brillantes
- op. 6 Tarantella
- op. 7 Elegie
- op. 8 Concerto pour Piano avec Orchestre
- op. 9 Huldredansen
- op. 10 Adagio et Rondo
- op. 11 2e Nocturne
- op. 12 Theme original et Fantasie
- op. 13 Sonate
- op. 14 6 Mazurkas
- op. 15 2e Concerto pour Piano avec Orchestre
- op. 16 Feuilles d'Albumes
- op. 17 3e Nocturne
- op. 18 Grande Polonaise
- op. 19 Sonate pour Piano et Violin
- op. 20 Allegretto
- op. 21 Sonate pour Piano et Violoncelle
- op. 22 Toccata
- op. 23 La petite mendiante
- op. 24 Grande Mazurka
- op. 25 Grande Etude
- op. 26 Bruraslaatten
- op. 27 Valse
- op. 28 Ballade
- op. 29 Marche triomphale
- op. 30 5e Grande Valse et 6e Grande Valse
- op. 31 Trio pour Piano, Violin et Violoncelle
- op. 32  nr 1 Berceuse pour Piano, nr 2 Joyeux Refrain et Violon (ou Violoncelle), nr 3 Dans la Vallé, Idylle
- op. 33 Mazurka
- op. 34 Au travers d'un Songe
- op. 35 Air de Ballet pour Violoncelle
- op. 36 Capriccio appassionato
- op. 37 Sonate pour Piano et Violin
- op. 38 Impromtu pour Piano
- op. 39 4e Nocturne
- op. 40 Walhallafesten
- op. 41 Sonate pour deux Pianos
- op. 42 Melodies écossaises arr. pour Piano
- op. 43 Exercises en sixtes
- op. 44 Pavane de la Reine Elisabeth

## Dyskografia
- Thomas D.A. Tellefsen, Piano Works Vol.1, Małgorzata Jaworska (fortepian), Acte Préalable AP0049 (1999/2000).
- Thomas D.A. Tellefsen, Piano Works Vol.2, Małgorzata Jaworska (fortepian), Acte Préalable AP0062 (2000).
- Thomas D.A. Tellefsen, Piano Works Vol.3, Małgorzata Jaworska (fortepian), Acte Préalable AP0064 (2001/2002).
- Thomas D.A. Tellefsen, Piano Works Vol.4, Małgorzata Jaworska, Joanna Ławrynowicz, Krystyna Makowska-Ławrynowicz (fortepian), Acte Préalable AP0154 (2006/2007).